# Трипръст кълвач
Трипръстият кълвач (Picoides tridactylus) е птица от семейство Кълвачови. Среща се и в България.

## Физически характеристики
Тялото е с дължината 22 см, а размахът на крилата – 34 см. Има възрастов и полов диморфизъм. Крилата и гърбът на мъжкия са черно-бели. Отдолу е бял с малки кафеникави петна, има бяло гърло, главата е черна с жълто чело и теме, има две бели препаски. При женската главата е с бял цвят. Младите приличат на мъжките, жълтото е по-малко и по-изпъстрено.

## Начин на живот и хранене
Предпочитани местообитания са старите планински иглолистни гори.
Храни се с насекоми. Бели кората на мъртвите смърчове в търсене на ларвите на смърчовия корояд (Ips typographus). Плашлив вид. Обаждането му звучи по-меко („кик“) от това при големия пъстър кълвач (Picoides major) („бик“). Просенето за храна при младите индивиди звучи като насекомо.

## Допълнителни сведения
Според Българска Фондация „Биоразнообразие“ видът практически е изчезнал като гнездящ в над 90 % от потенциалните подходящи местообитания в Западните Родопи, Пирин и Рила. Мерки за защита, за които призовават от фондацията включват:
- определяне на 10 % вековни гори във фаза на старост, които да бъдат опазвани в „Натура 2000“ без никакви сечи;
- в останалите 90 % от „Натура 2000“ да се преустанови изсичането на дървета с дупки на кълвачи, както и да се позволи в гората да има не по-малко от 10 % мъртва дървесина;
- да бъде обявена защитена зона „Рила буфер“, за да се защитят просторни местообитания на трипръстия кълвач в Рила;
- да не бъде увеличаван дърводобивът под формата на санитарни сечи в националните паркове Пирин и Рила и природен парк Рилски манастир. Неповлияни от санитарни сечи, са само горите в националните паркове и резервати, както и някои стопански гори, до които още няма направени пътища за дърводобив.